# 埃尔米德利奥·乌鲁蒂亚
埃尔米德利奥·乌鲁蒂亚（西班牙語：Ermidelio Urrutia，1963年8月25日—），古巴男子棒球运动员。他曾代表古巴参加1992年夏季奥林匹克运动会棒球比赛，获得一枚金牌。他也曾参加1991年和1995年泛美运动会。